# 愛と花
『愛と花』（あいとはな）は、2020年9月23日にKAMITSUBAKI RECORDからリリースされたKizuna Ai×花譜のシングルである。「愛と花-AI edition-」および「愛と花-KAF edition-」の2形態で発売された。

## 概要
バーチャルYouTuberであるキズナアイとKAMITSUBAKI STUDIO所属のバーチャルシンガー花譜がコラボレーションした作品である。このコラボレーションは2020年7月30日にYouTubeで放送された、KAMITSUBAKI STUDIOの特別番組「花達と椿と君。」内で発表された。花譜はキズナアイのYouTube音楽番組「VMZ」の初回ゲストであった。そして、VMZは2020年9月25日に最終回を迎え、再び花譜がゲストとして出演した。
「-AI edition-」のCDジャケットイラストはキズナアイのキャラクターデザインを担当した森倉円が、「-KAF edition-」のジャケットイラストは花譜のキャラクターデザインを担当したPALOW.が描き下ろしたものである。2020年8月17日からBOOTHでの予約受付が開始された。

## 収録曲
全5曲が収録されている。「ラブしい」と「かりそめ」に加え、Kizuna AIの音楽番組「VMZ」をラジオ形式にした「VMZ RADIO」が収録されている。
| #         | タイトル                     | 作詞      | 作曲・編曲 | 時間  |
| --------- | ---------------------------- | --------- | ---------- | ----- |
| 1.        | 「ラブしい」                 | 川谷絵音  | 川谷絵音   | 03:45 |
| 2.        | 「かりそめ」                 | ぽん      | 小島英也   | 03:33 |
| 3.        | 「ラブしい（Instrumental）」 |           |            | 03:45 |
| 4.        | 「かりそめ（Instrumental）」 |           |            | 03:33 |
| 5.        | 「VMZ RADIO」                |           |            |       |
| 合計時間: | 合計時間:                    | 合計時間: | 合計時間:  | 14:36 |

### ラブしい
1曲目の「ラブしい」は作詞・作曲・編曲を川谷絵音が行った。「ラブしい」のミュージックビデオはエナジードリンク「ZONe Ver.1.0.0」のプロジェクト「IMMERSIVE SONG PROJECT」のサポートにより制作されたものである。「ラブしい」はエナジードリンクZONeのコラボレーション楽曲であるが、それ以前にも花譜は「危ノーマル」でZONeとコラボレーションを行っていた。
楽曲の制作を行った川谷絵音は、本楽曲について「最近やってなかった“川谷絵音っぽさ”を思い切りやりました」と語っている。楽曲の制作に際し、「テンポは速めで」という指定があったことや、打ち合わせの中で二人が歌うことの必然性を汲み取りながら制作したことを明かしている。また、歌唱するキズナアイと花譜の声質が大きく異なるところを重視し、制作された。歌詞については、「夜間飛行」や「共鳴中心世界線」など、ロマンティックなSFっぽさがあるフレーズが込められている。

### かりそめ
「かりそめ」はORESAMAのぽんが作詞、小島英也が作曲・編曲を行った。「かりそめ」のミュージックビデオはシングルのリリースに合わせ、2020年9⽉23⽇の20時からYouTube上で公開された。
ORESAMAとはその後、花譜の番組『バーチャルシンガー花譜の廻れ！MAD TV』でも共演しており、『組曲』第10弾の楽曲「CAN-VERSE」でコラボレーションしている。